# Stenoplatys
Stenoplatys là một chi bọ cánh cứng trong họ Chrysomelidae.
Chi này được miêu tả khoa học năm 1861 bởi Baly.

## Các loài
Các loài trong chi này gồm:
- Stenoplatys clorindae Jolivet, 1951
- Stenoplatys parvicollis Laboissiere, 1936
- Stenoplatys picea (Fabricius, 1781)
- Stenoplatys vadoni Berti, 1970